# Promenade Georgette-Elgey
La promenade Georgette-Elgey est une voie nouvelle du 13e arrondissement de Paris située dans le nouveau quartier en cours d'aménagement issu de l'opération d'urbanisme Paris Rive Gauche, aménagée en rambla. 

## Situation et accès
La promenade est située sur le terre-plein central de l'avenue de France, dans sa section nord. Elle débute au niveau du  boulevard Vincent-Auriol, dans le prolongement de l'avenue Pierre-Mendès-France.
Elle se termine, au sud, au niveau de la rue Raymond-Aron et se prolonge par la promenade Jules-Isaac.
La promenade est desservie à proximité par la ligne 6 à la station Quai de la Gare.

## Origine du nom

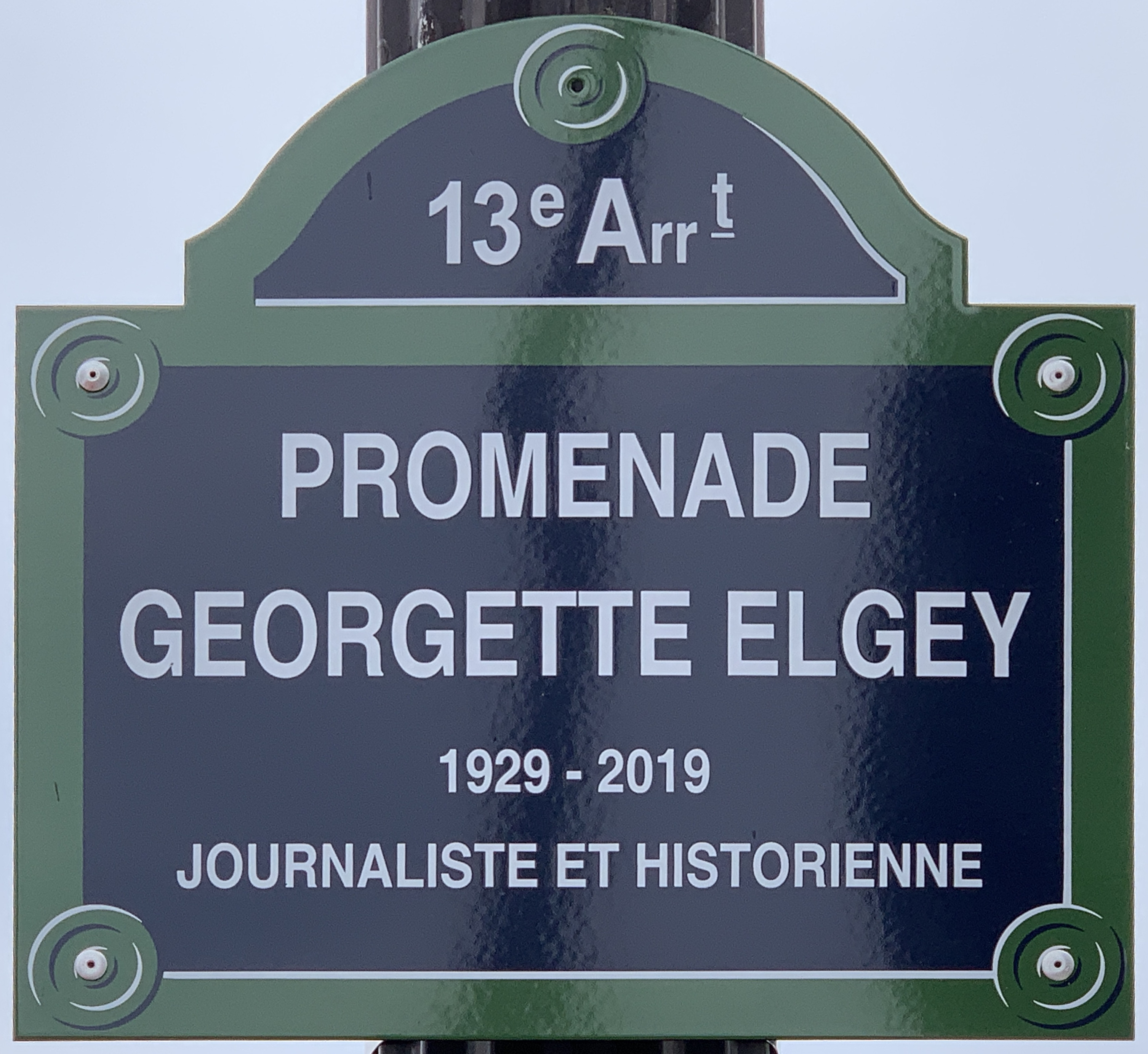
Plaque de la promenade.

Elle porte le nom de l'historienne Georgette Elgey (1929-2019).

## Historique
La voie, en cours d'aménagement, a pris sa dénomination actuelle au conseil du 13e arrondissement et du Conseil de Paris, en 2021.

## Bâtiments remarquables et lieux de mémoire
- La Bibliothèque nationale de France - François Mitterrand.